# Шелеверци
Шелеверци (мкд. Шелеверци) су насеље у Северној Македонији, у јужном делу државе. Шелеверци припадају општини Прилеп.

## Географија
Насеље Шелеверци су смештени у јужном делу Северне Македоније. Од најближег већег града, Прилепа, насеље је удаљено 15 km југозападно.
Шелеверци се налазе у средишњем делу Пелагоније, највеће висоравни Северне Македоније. Село је смештено у средишњем делу поља, а најближа планина је Селечка планина, 10 km источно. надморска висина насеља је приближно 630 метара.
Клима у насељу је континентална.

## Становништво
По попису становништва из 2002. године Шелеверци су имали 21 становника.
Претежно становништво у насељу су етнички Македонци (100%).
Већинска вероисповест у насељу је православље.